# Сан-Фернандо (Тринидад и Тобаго)
Сан-Ферна́ндо (англ. San Fernando) — портовый город и муниципалитет на западном побережье острова Тринидад в Тринидаде и Тобаго. Омывается заливом Пария. Первый среди городов и второй среди муниципальных образований страны по населению.

## История
Впервые будущий город Сан-Фернандо был упомянут в 1595 году, когда сэр Уолтер Рэли вошёл в залив Пария в поисках Эльдорадо. Здесь существовало поселение индейцев. 

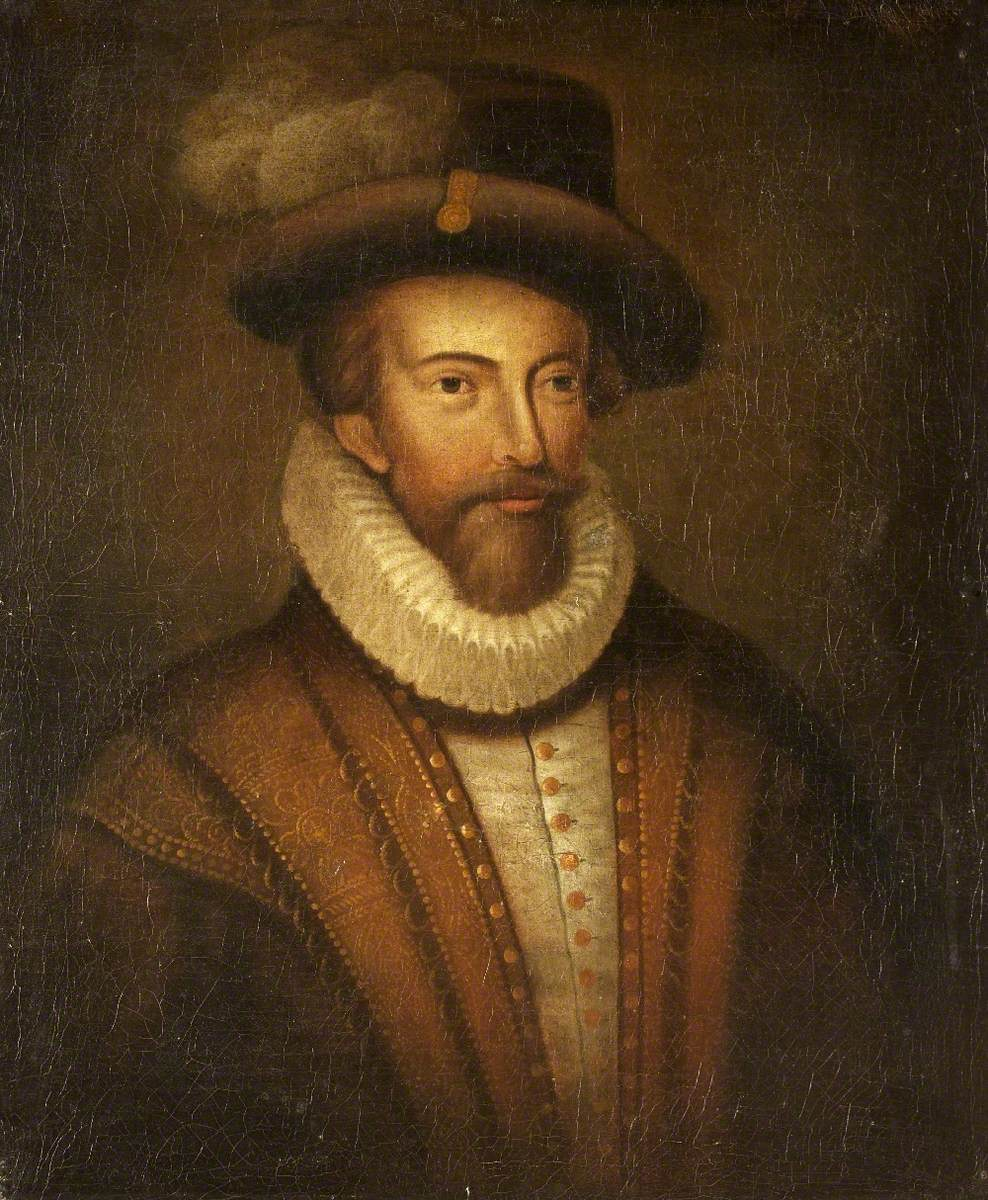
Уолтер Рэли

В 1687 году прибывшие капуцины предприняли попытку обратить индейцев в христианство. В 1784 году, прибывший губернатор Тринидада Хосе Мария Чакон (исп. José María Chacón), раздал землю поселенцам и начал активно развитие региона. В 1792 году он объявил поселение малым городом (англ. town) и дал ему современное название в честь сына короля Испании Карла IV — Фернандо, впоследствии ставшего королём Фердинандом VII.
Город развивался как типичный испанский колониальный город: центральная площадь, набережная, «дом правительства» исп. Casa Real), тюрьма, церковь.
В 1818 году был уничтожен пожаром, отстроен до современных границ к 1846 году. В 1853 году стал боро, городом — 18 ноября 1989 года.

## География
С запада город омывается заливом Пария Карибского моря. На северо-западе граничит с городом Пуэнт-а-Пьер. Частично по северной границе города протекает река Гуаракара. С востока находятся холмы Центрального горного хребта. Восточную границу города формирует шоссе имени Сэра Соломона Хочоя. К югу от города протекает река Сиперо.
В 55 км к северу расположена столица страны — Порт-оф-Спейн.

## Экономика
Город является торговым центром южной половины острова. Экономика основана на главенствующей роли города в найденных на Тринидаде богатых месторождений нефти в начале 1900-х. В граничащем с Сан-Фернандо городе Пуэнт-а-Пьере расположен крупнейший нефтеперерабатывающий завод страны, а также быстрорастущая индустриальная зона с нефтехимическим и сталелитейным заводами, и современный контейнерный порт. Вокруг города расположены несколько заводов по производству сжиженного природного газа.

## Население
По данным на 9 января 2011 года в городе проживало 48 838 человек: мужчин — 23 791, женщин — 25 047.

### Предыдущие переписи
- 9 апреля 1946 год — 28 842 человека;
- 7 апреля 1970 год — 36 879 человек;
- 1987 год — около 33 тыс. человек[5];
- 15 мая 2000 года — 55 419 человек[6].

## Административное деление
Город разделён на 21 сообщество: 20 городских (англ. urban community) и 1 полугородское (англ. semi-urban community).

### Список сообществ
| Административная единица | Оригинальное написание | Сообщество    | Население, чел. 2000 год | Население, чел. 2011 год | Площадь, км² | Плотность, чел./км² | Примечание |
| ------------------------ | ---------------------- | ------------- | ------------------------ | ------------------------ | ------------ | ------------------- | ---------- |
| Бродвей                  | Broadway               | городское     | 519                      | 441                      |              |                     |            |
| Сити-Пропер              | City Proper            | городское     | 1 350                    | 1 933                    |              |                     |            |
| Кокойея-Виллидж          | Cocoyea Village        | городское     | 4 769                    | 4 427                    |              |                     |            |
| Эмбакадер                | Embacadere             | городское     | 1 349                    | 1 536                    |              |                     |            |
| Грин-Акрс                | Green Acres            | городское     | 1 016                    | 709                      |              |                     |            |
| Галф-Вью                 | Gulf View              | городское     | 2 966                    | 2 576                    |              |                     |            |
| Восточный-Лес-Эхапс      | Les Efforts East       | городское     | 1 093                    | 845                      |              |                     |            |
| Западный Лес-Эхапс       | Les Efforts West       | городское     | 2 032                    | 1 587                    |              |                     |            |
| Нижний Хилл-Сайд         | Lower Hill Side        | городское     | 1 920                    | 1 089                    |              |                     |            |
| Марабелла                | Marabella              | городское     | 10 317                   | 9 81                     |              |                     |            |
| Марадж-Лэндз             | Maraj Lands            | городское     | 1 170                    | 972                      |              |                     |            |
| Мон-Репос                | Mon Repos              | городское     | 1 981                    | 1 920                    |              |                     |            |
| Навет-Виллидж            | Navet Village          | городское     | 335                      | 239                      |              |                     |            |
| Парадайз                 | Paradise               | городское     | 1 916                    | 1 582                    |              |                     |            |
| Плезантвилл              | Pleasantville          | городское     | 5 201                    | 6 717                    |              |                     |            |
| Сент-Джозеф-Виллидж      | St. Joseph Village     | городское     | 1 754                    | 1 751                    |              |                     |            |
| Таруба                   | Tarouba                | городское     | 1 263                    | 2 583                    |              |                     |            |
| Юнион-Парк               | Union Park             | городское     | 2 193                    | 2 698                    |              |                     |            |
| Юнион-Виллидж            | Union Village          | полугородское | 506                      | 509                      |              |                     |            |
| Виктория-Виллидж         | Victoria Village       | городское     | 468                      | 427                      |              |                     |            |
| Вистабелла               | Vistabella             | городское     | 4 666                    | 4 442                    |              |                     |            |

## Инфраструктура
- Стадион имени Мэнни Рамджона вместимостью 10 тысяч человек
- Стадион «Скиннер Парк» вместимостью 5 тысяч человек
- Велодром под открытым небом «Скиннер Парк»